# Urška Klakočar Zupančič
Urška Klakočar Zupančič, slovenska pravnica, političarka in pisateljica, * 19. junij 1977, Trbovlje.
Urška Klakočar Zupančič je nekdanja ljubljanska sodnica. Kasneje se je pridružila slovenski politični stranki Gibanje Svoboda, v okviru katere je od leta 2022, do 24. oktobra 2023 delovala kot podpredsednica stranke. 13. maja 2022 je bila kot prva ženska v samostojni Sloveniji izvoljena za predsednico Državnega zbora Republike Slovenije. Do 24. oktobra 2023 je bila podpredsednica Gibanja Svoboda.

## Mladost in izobraževanje
Rodila se je v Trbovljah (takrat SR Slovenija, SFR Jugoslavija), odraščala pa je v Sevnici. Obiskovala je Gimnazijo Brežice. Po lastnih navedbah je bila ena izmed prvih štipendistov Georga Sorosa. V tretjem letniku gimnazije je odšla na šolanje v zasebno šolo Millfield v Angliji (Združenem kraljestvu). V četrtem letniku gimnazije se je vrnila v Brežice, kjer je maturo opravila z vsemi možnimi točkami.
Po opravljeni maturi je študirala pravo na ljubljanski pravni fakulteti, kot absolventka pa opravljala staž na sedežu Organizacije združenih narodov. Po dokončanem dodiplomskem študiju se je vpisala na magisterij s področja pravne zgodovine.

## Sodniška kariera
Urška Klakočar Zupančič je v sodstvu delala skupno 15 let, med drugim kot višja pravosodna svetovalka v uradu predsednika Vrhovnega sodišča.

### Politične objave v zaprti skupini na Facebooku
Jeseni 2020 je bila deležna disciplinskega postopka zaradi objav v zaprti skupini na Facebooku, kjer je kritizirala takratnega predsednika vlade Janeza Janšo in tedanjo vlado. V svojih zapisih je Janšo označila za »velikega diktatorja« in izrazila upanje, da bo »doba janšizma nekoč samo še bridek spomin«. Te objave je posredovala simpatizerka stranke SDS, ki jih je predala državnemu sekretarju Vinku Gorenaku. Ta jih je objavil na svojem blogu, od tam pa so se razširile prek medija Nova24TV.
Zaradi objav jo je predsednica ljubljanskega okrajnega sodišča prijavila etični komisiji, pravosodno ministrstvo pa je sprožilo disciplinski postopek. Aprila 2021 je disciplinsko sodišče odločilo, da z zapisi ni kršila zakona o sodniški službi, a kljub oprostitvi ni bila vrnjena na položaj vodje oddelka za etažno lastnino. Avgusta 2021 je zapustila sodniški poklic, pri čemer je kot razlog navedla politične pritiske in poudarila, da sodniški sistem ne omogoča izražanja stališč o pomembnih družbenih vprašanjih. Tožbo proti Gorenaku zaradi objave zasebnih zapisov je kasneje umaknila.

## Politična kariera
V politiko se je podala januarja 2022, ko je postala podpredsednica stranke Gibanje Svoboda. Na državnozborskih volitvah leta 2022 je bila izvoljena za poslanko Državnega zbora. 

### Predsednica državnega zbora
13. maja 2022 je bila izvoljena za prvo predsednico Državnega zbora Republike Slovenije. Ob imenovanju je med cilje svojega vodenja parlamenta postavila višanje nivoja komunikacije med poslanci. 
Na predvečer dneva državnosti junija 2022 so jo kritizirali zaradi neprotokolarnega vedenja na rdeči preprogi: ob prihodu se je z vzdignjenimi rokami obrnila proti publiki in jih spodbujala k aplavzu, pri tem pa pokazala hrbet častni gardi Slovenske vojske. Kasneje je dejala, da ni hotela hrbta obrniti ljudem, ki so jo izvolili. Strokovnjaki in del javnosti so njeno vedenje označili za neprimerno.

Januarja 2023 je na povabilo predsednika avstrijskega parlamenta Wolfganga Sobotke obiskala novoletni koncert Dunajskih filharmonikov. Kasneje je javnost izvedela, da je na Dunaj potovala z vladnim letalom Falcon. Kritike glede prekomerne uporabe letala je zavrnila z razlago, da je šlo za državniški obisk in da bi bila pot z avtomobilom dražja in logistično zahtevnejša.
Oktobra 2023 so se pojavile informacije, da jo je premier Robert Golob pozval k odstopu s funkcije predsednice Državnega zbora zaradi nestrinjanja pri razrešitvi kmetijske ministrice Irene Šinko. Informacije so se izkazale za neresnične, je pa kasneje odstopila z mesta podpredsednice Gibanja Svoboda zaradi osebnih razlogov.
17. decembra 2024 je državni zbor glasoval o razrešitvi Urške Klakočar Zupančič z mesta predsednice. Predlog za to je Slovenska demokratska stranka (SDS) vložila, saj ji je očitala nestrokovno delo in kršenje zakonov, ustave in poslovnika, med drugim s tem, da kolegij predsednice na dnevni red ni uvrstil predloga za razpis posvetovalnega referenduma o predlogu zakona o dodatku k pokojnini za izjemne dosežke na področju umetnosti, ki ga je predlagala SDS. Klakočar Zupančičevi so očitali tudi nedostojno vedenje. Za razrešitev je glasovalo 33 poslancev, proti pa 55, s čimer je Urška Klakočar Zupančič ostala na položaju.

## Osebno življenje
Je ločena in s sinovoma, ki sta bila rojena leta 2012 živi v Ljubljani. Gre za dvojčka z imenoma Filip in David. Je avtorica knjige Gretin greh, ki je izšla leta 2021, ter zgodovinskega romana Sibilina sodba, ki je izšel leta 2023. Od leta 2025 je v razmerju z glasbenikom Borom Zuljanom.